# Eitl Hans Gienger
Eitl Hans Gienger (auch Eitlhans, Eitlhanns, Eutlhans, * 1505; † vor April 1569 in Burg Alt-Montfort) entstammte einem Ulmer Patriziergeschlecht, war kaiserlicher Soldat, Land- und Feldzeugmeister in Tirol und Landvogt zu Feldkirch in Vorarlberg.

## Leben
Eitl Hans war der drittgeborene Sohn von Ritter Ernst Damian Gienger (1475–1556) und dessen erster Ehefrau Ursula Schütz von Raittenau (1480–1523).
Seine Brüder waren Georg Gienger von Rotteneck (1500–1577), Vizekanzler des Heiligen Römischen Reiches, und Jakob Gienger von Grienpichel (1510–1578), 1554 bis 1560 Vizedom von Österreich ob der Enns und niederösterreichischer Hofkammerrat.
Eitlhans kämpfte von Jugend an als Soldat für den Kaiser.
1540 wird er als Pfleger der Herrschaft St. Petersberg, Gemeinde Silz, erwähnt.
Von 1552 bis 1554 war er röm. kaiserl. obrister Zeugmeister in Tirol. Als Feld- und Hauszeugmeister führte er 1552 den Tiroler Landsturm gegen den Kurfürsten Moritz von Sachsen.
Gienger war seit 1554 Vogt zu Feldkirch, da ihm am 16. April 1554 die Vogtei Feldkirch um 4500 fl. versetzt worden war. Bald darauf richtete Eitlhans die Burg Altmontfort wohnlich her. 1563 wollte er 1000 Gulden in den Ausbau der Burg investieren und die Summe auf den Pfandschilling aufschlagen. Erzherzog Ferdinand genehmigte am 20. Juni 1563 den Ausbau, der Baubeginn verzögerte sich aber. 1568 wurde Graf Jakob Hannibal von Hohenems der neue Vogt zu Feldkirch.
Erzh. Ferdinand ernannte Gienger nach der Abgabe der Feldkircher Vogtei zum Verwalter des obristen Feldzeugmeisteramtes der ober- und vorderösterreichischen Lande und zum Hauszeugmeister in Innsbruck, wozu er nach Innsbruck in eine Amtswohnung übersiedeln musste. Vor dem April 1569 starb Eitlhans Gienger.
Die Pfandschaft Alt-Montfort verblieb bis zum 15. Februar 1594 im Besitze der Witwe und die Kinder Giengers.
Eitl Hans Gienger heiratete Katharina von Gebersdorf und dann Katharina Füeger (Fieger), die Tochter von Georg Fieger zu Hirschberg, Erzherzog Ferdinands II. k. Rat und Salzoberamtmann zu Hall. Aus der Ehe entsprangen elf Kinder, fünf Töchter und sechs Söhne. Nur Damian setzte die Linie fort.
siehe Stammliste der Gienger